# George Baldock
Pour les articles homonymes, voir Baldock (homonymie).
George Baldock, en grec moderne : Τζορτζ Μπάλντοκ, né le 9 mars 1993 à Buckingham (Angleterre) et mort le 9 octobre 2024 à Glyfáda (Grèce), est un footballeur international grec ayant occupé le poste d'arrière droit. 

## Biographie

### Famille
Il est le frère cadet de Sam Baldock, également footballeur.

### Carrière en club
Avec le club islandais d'ÍBV, il joue deux matchs en Ligue Europa.
Le 13 juin 2017, il rejoint le club de Sheffield United, équipe évoluant en deuxième division anglaise.

### Parcours international
D'origine grecque par sa grand-mère maternelle, il choisit de représenter la sélection grecque de football en mai 2022. Il joue son premier match avec la Grèce le 2 juin 2022 face à l'Irlande du Nord en Ligue des nations de l'UEFA (victoire 0-1). 

### Mort
Le 9 octobre 2024, George Baldock est retrouvé mort à 31 ans, dans la piscine de son domicile, à Glyfáda dans la banlieue sud d'Athènes.

## Palmarès

### En club
- Milton Keynes Dons
  - Vice-champion d'Angleterre de D3 en 2015.
- Sheffield United
  - Vice-champion d'Angleterre de D2 en 2019 et 2023

.

### Distinction personnelle
- Membre de l'équipe-type de D4 anglaise en 2016.